# Перечноцветные
Перечноцветные (лат. Piperales) — по современной классификации APG IV порядок цветковых растений, включающий 3 семейства, 17 родов и 4 276 ботанических видов. Порядок входит в дочернюю кладу Магнолииды клады Цветковые растения.

## Ботаническое описание
Виды Piperales — часто травянистые растения с пальчатонервными листьями. Элементы цветка большей частью расположены в трёхчленных мутовках.
Среднеевропейские представители семейства Aristolochiaceae копытень (Asarum) и кирказон (Aristolochia) имеют всегда простой спайнолистный околоцветник и синкарпную нижнюю завязь. У видов этого семейства цветки опыляются мухами, с чем часто связаны трубчатые околоцветники-ловушки тускло-красной или коричневой окраски и неприятный запах цветов.
Мелкие, лишённые околоцветника, обоеполые или однополые цветки Piperaceae собраны в колосья. Костянки содержат одно семя, сформировавшееся из прямой семяпочки и имеющие крупный перисперм. Плоды и семена чёрного перца (Piper nigrum) используются как приправа.
У семейства Saururaceae, очевидно близкородственного Piperaceae, в основании колоса часто имеются хорошо заметные прицветники, отчего соцветие напоминает отдельный цветок.
Единственный вид семейства Lactoridaceae — кустарник, произрастающий на острове Хуан-Фернандес близ западного побережья Южной Америки. Его пыльца распространяется в тетрадах.

## Классификация
В таксономической системе классификации цветковых растений APG III (2009) порядок включал следующие семейства:
- Кирказоновые (Aristolochiaceae) — космополитное; 12 родов, 450—500 видов
- Гидноровые (Hydnoraceae) — 2 рода
- Лакторисовые (Lactoridaceae) — острова Хуан-Фернандес, 1 род, 1 вид
- Перечные (Piperaceae) — пантропическое, 13 родов, более 1900 видов
- Савруровые (Saururaceae) — от Юго-Восточной до Восточной Азии, 4 рода, 6 видов

По современной версии APG IV (2016) в порядок входит три семейства, 17 родов и 4 276 видов растений:
- Семейство Кирказоновые (Aristolochiaceae) — 8 родов, 706 видов
- Семейство Перечные (Piperaceae) — 5 родов, 3 563 вида
- Семейство Савруровые (Saururaceae) — 4 рода, 7 видов

### Таксономическое положение[1]
Piperales Bercht. & J. Presl, 1820, Prir. Rostlin 261
Порядок Перечноцветные включается в дочернюю кладу Магнолииды клады Цветковые растения. Кладограмма в соответствии с Системой APG IV:
|  |                          |  |                                   | порядок Перечноцветные |  | 3 семейства |  | 17 родов |  | 4 276 видов |
|  |                          |  |                                   | порядок Перечноцветные |  | 3 семейства |  | 17 родов |  | 4 276 видов |
|  | клада Цветковые растения |  |                                   |                        |  |             |  |          |  |             |
|  |                          |  |                                   |                        |  |             |  |          |  |             |
|  |                          |  | ещё 63 порядка цветковых растений |                        |  |             |  |          |  |             |
|  |                          |  |                                   |                        |  |             |  |          |  |             |